# Карп (подводная лодка)
Подводная лодка «Карп» — российская подводная лодка, головная в серии из трёх подводных лодок, построенных в 1904—1906 годах в Германии по проекту «E».

## История

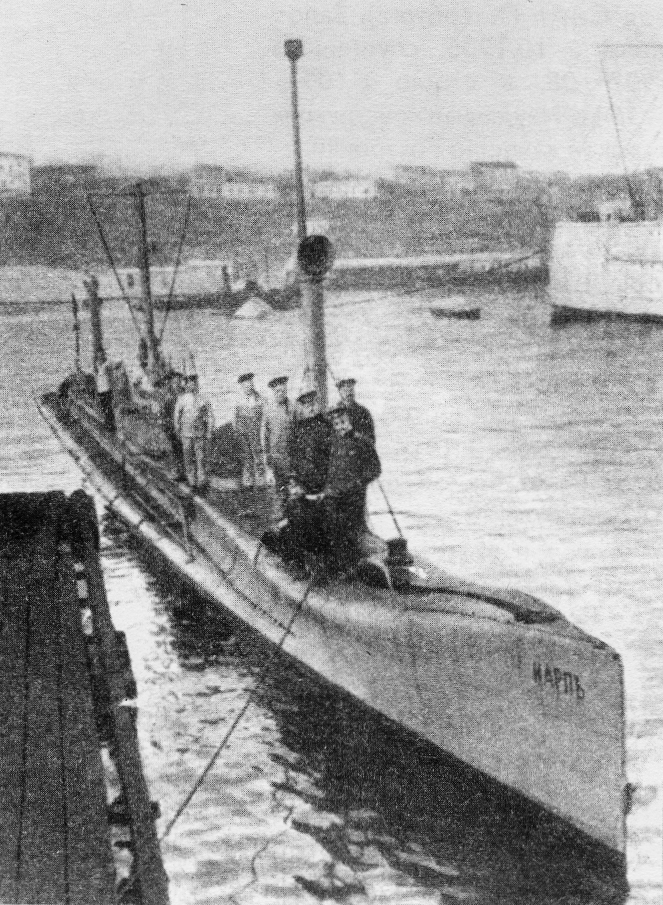
Подводная лодка «Карп»

Первая субмарина типа «Е» была заложена в мае-июне 1904 года на верфи Дойче Верфт АГ в Киле, Германия, под заводским номером 109. В июне 1905 года корабль был спущен на воду, в августе прошёл первые испытания на электромоторах. Керосиновые двигатели к тому времени установлены ещё не были. 1 августа 1907 года после приёмо-сдаточных испытаний лодка вступила в строй, при условии устранения за счёт немецкой стороны длинного перечня недостатков уже на территории России.
В октябре 1907 года лодка «Карп» пришла в Либаву. Зимой 1906-1907 года подводная лодка получила имя «Карп». 26 апреля-4 мая 1908 года лодка по железной дороге была доставлена в Севастополь, где вошла в состав Отдельного дивизиона подводных лодок Черноморского флота и использовалась для целей Учебного отряда подводного плавания.
До 1917 года лодка служила в составе Черноморского флота, принимала участие в Первой мировой войне, выходя на патрулирования берегов Крыма.
В 1918 году была захвачена немцами, позднее — англичанами. 26 апреля 1919 года затоплена близ Севастополя. Была найдена в 1925 году. 26 марта 1926 года поднята экспедицией ЭПРОНа и отправлена в Севастополь для разделки на металл.